# Ignaz Franz Xaver Kürzinger
Ignaz Franz Xaver Kürzinger (auch Kürtzinger, Kirzinger, Kyrzinger, Khierzinger und Kürsinger; * 30. Januar 1724 in Rosenheim; † 12. August 1797 in Würzburg) war ein deutscher Komponist und Musiker.

## Leben
Kürzinger besuchte nach seiner schulischen Ausbildung zunächst das Priesterseminar in Innsbruck, tauchte aber im Jahre 1740 als Feldtrompeter in Ungarn auf. 1742 ging er nach Berlin, um bei Carl Heinrich Graun Komposition zu studieren, und wurde dann im Jahre 1751 Kapellmeister in Mergentheim, wo sein Sohn, der spätere Komponist Paul Ignaz Kürzinger, geboren wurde. Ignaz Franz Kürzinger ließ sich ab 1763 als Mitglied der Hofkapelle in Würzburg, wo er auch das Amt eines Musikdirektors am Juliusspital versah, nieder. Hier starb er 34 Jahre später.
Kürzinger gilt als Lehrer des Komponisten Georg Valentin Röder.

## Werke
Nur wenige Werke des Komponisten sind überliefert. Als Beispiel für seine geistlichen Kompositionen sei von seinen Messen die Missa solemnis in D-Dur von 1794, die sich in Ebrach erhalten hat, erwähnt.